# Рамус (коммуна)
Раму́с (фр. Ramous) — коммуна во Франции, находится в регионе Аквитания. Департамент — Атлантические Пиренеи. Входит в состав кантона Ортез и Тер-де-Гав и дю Сель. Округ коммуны — По.
Код INSEE коммуны — 64462.

## География

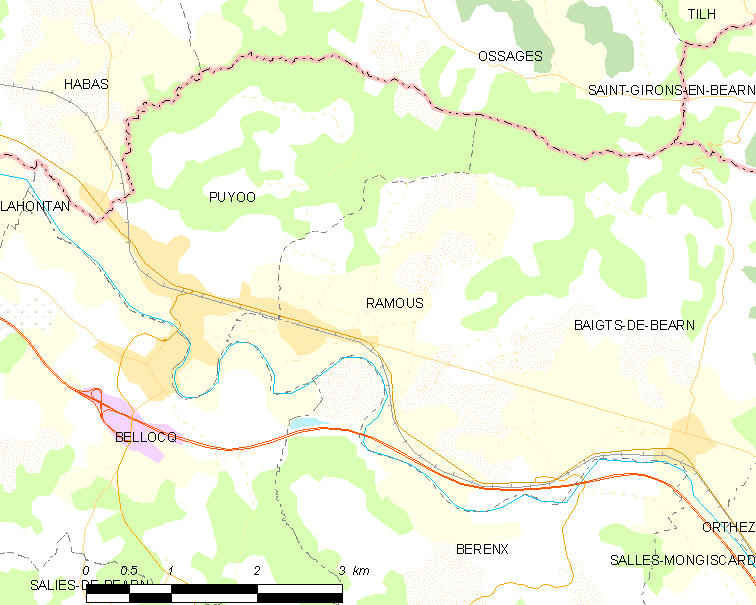
Карта коммуны

Коммуна расположена приблизительно в 650 км к югу от Парижа, в 150 км южнее Бордо, в 50 км к северо-западу от По.
На юге коммуны протекает река Гав-де-По.

### Климат
Климат тёплый океанический. Зима мягкая, средняя температура января — от +5°С до +13°С, температуры ниже −10 °C бывают редко. Снег выпадает около 15 дней в году с ноября по апрель. Максимальная температура летом порядка 20-30 °C, выше 35 °C бывает очень редко. Количество осадков высокое, порядка 1100 мм в год. Характерна безветренная погода, сильные ветры очень редки.

## Население
Население коммуны на 2010 год составляло 474 человека.
| 1962 | 1968 | 1975 | 1982 | 1990 | 1999 | 2010 |
| ---- | ---- | ---- | ---- | ---- | ---- | ---- |
| 395  | 378  | 360  | 360  | 387  | 392  | 474  |

## Администрация
| Период | Период | Фамилия             | Партия | Примечания |
| ------ | ------ | ------------------- | ------ | ---------- |
| 1995   | 2008   | Бернар-Эмиль Мобайу |        |            |
| 2008   | 2014   | Тьерри Гаскуа       |        |            |
| 2014   | 2020   | Мари-Тереза Лавьель |        |            |

## Экономика
В 2010 году среди 286 человек трудоспособного возраста (15-64 лет) 208 были экономически активными, 78 — неактивными (показатель активности — 72,7 %, в 1999 году было 66,5 %). Из 208 активных жителей работали 194 человека (100 мужчин и 94 женщины), безработных было 14 (8 мужчин и 6 женщин). Среди 78 неактивных 19 человек были учениками или студентами, 38 — пенсионерами, 21 были неактивными по другим причинам.

## Достопримечательности
- Церковь Св. Аниана (XIX век)[4]